# Élections législatives kazakhes de 2021
Les élections législatives kazakhes de 2021 ont lieu le 10 janvier 2021 afin de renouveler les membres du Majilis, la chambre basse du Parlement du Kazakhstan.
Le parti Nour-Otan remporte sans surprise le scrutin, l'opposition ayant été empêchée de participer et contrainte au boycott.

## Contexte
Il s'agit des premières élections législatives organisées sous la présidence de Kassym-Jomart Tokaïev, dauphin du président Noursoultan Nazarbaïev, celui-ci ayant démissionné en 2019 pour lui laisser la place après 29 ans passés à la tête du pays. Nazarbaïev conserve toutefois une influence considérable ainsi que la présidence du parti au pouvoir, le Nour-Otan. Le Kazakhstan est généralement considéré comme ayant un régime autoritaire. Tous les partis en lice sont favorables au gouvernement,.

## Système électoral

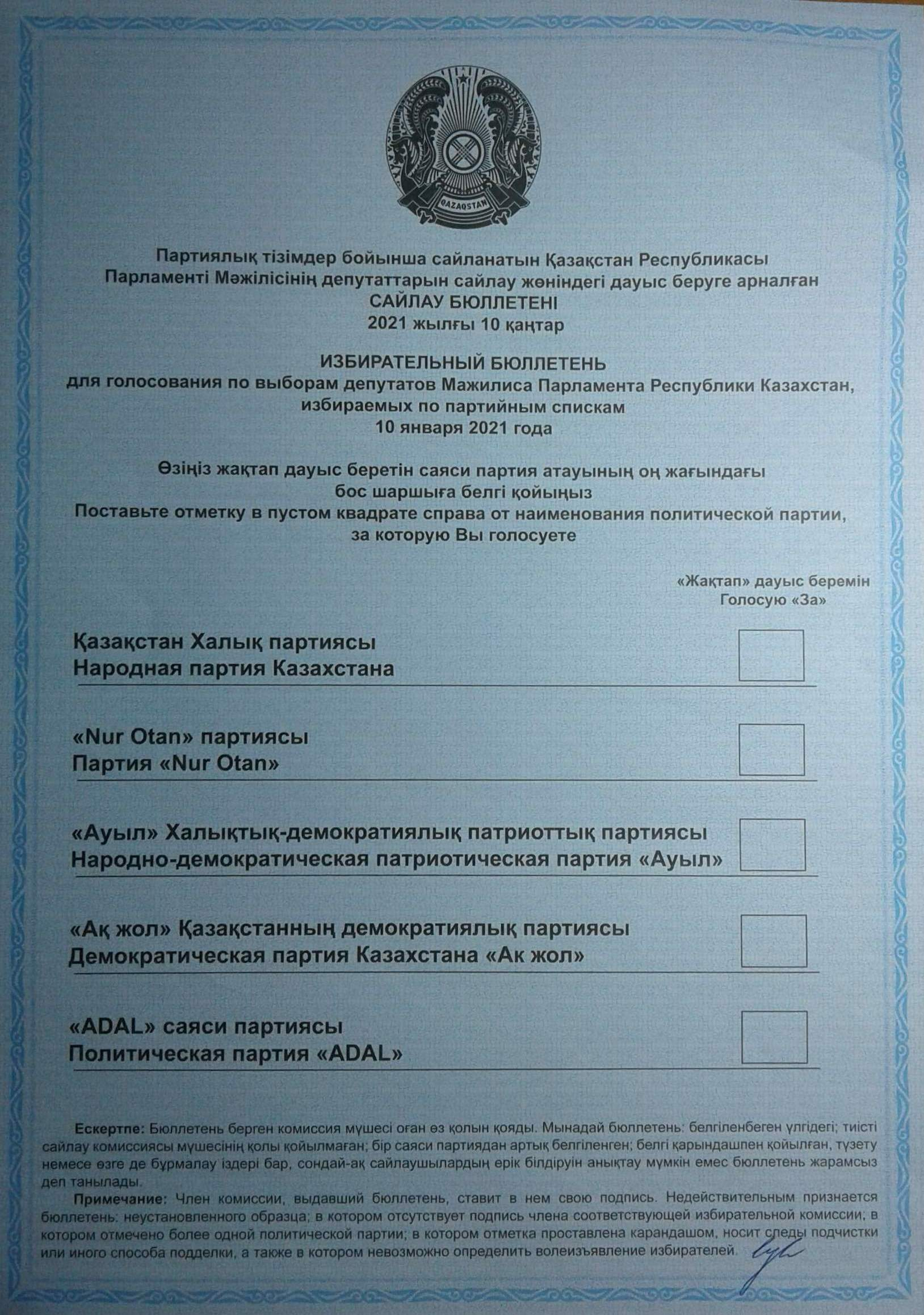
Bulletin de vote utilisé.

Le Majilis est composé de 107 sièges pourvus pour cinq ans, dont 98 au scrutin proportionnel plurinominal avec un seuil électoral de 7 % dans une unique circonscription nationale. Si un seul parti dépasse le seuil électoral, le parti avec le deuxième plus grand nombre de votes reçoit au moins deux sièges. Les neuf sièges restants sont élus au scrutin indirect par l'Assemblée du peuple, un organe constitué de délégués des assemblées régionales du peuple représentants les différents groupes ethniques du pays.

## Résultats
|                           |                                                       |                                  |                                  |                                  |        |               |  |  |  |
| Parti                     | Parti                                                 | Voix                             | %                                | +/-                              | Sièges | +/-           |  |  |  |
|                           | Nour-Otan (NO)                                        | 5 148 074                        | 71,09                            | 11,11                            | 76     | 8             |  |  |  |
|                           | Parti de la démocratie « La voie blanche » (Ak Jol)   | 792 828                          | 10,95                            | 3,77                             | 12     | 5             |  |  |  |
|                           | Parti populaire (QHP)                                 | 659 019                          | 9,10                             | 1,96                             | 10     | 3             |  |  |  |
|                           | Parti patriotique démocrate populaire « Auyl » (Auyl) | 383 023                          | 5,29                             | 3,28                             | 0      | en stagnation |  |  |  |
|                           | Adal                                                  | 258 618                          | 3,57                             | Nv                               | 0      | en stagnation |  |  |  |
|                           | Membres élus au scrutin indirect                      | Membres élus au scrutin indirect | Membres élus au scrutin indirect | Membres élus au scrutin indirect | 9      | en stagnation |  |  |  |
|                           |                                                       |                                  |                                  |                                  |        |               |  |  |  |
| Suffrages exprimés        | Suffrages exprimés                                    | 7 241 562                        | 96,05                            |                                  |        |               |  |  |  |
| Votes blancs et invalides | Votes blancs et invalides                             | 297 718                          | 3,95                             |                                  |        |               |  |  |  |
| Total                     | Total                                                 | 7 539 280                        | 100                              | -                                | 107    | en stagnation |  |  |  |
| Abstentions               | Abstentions                                           | 4 379 961                        | 36,75                            |                                  |        |               |  |  |  |
| Inscrits / participation  | Inscrits / participation                              | 11 919 241                       | 63,25                            |                                  |        |               |  |  |  |

## Analyse
Le scrutin voit la victoire attendue du Nour-Otan, en l'absence de réelle opposition. La police arrête le jour même quelques manifestants dans la plus grande ville du pays, Almaty.